# 赵肃 (越南)
赵肃（越南语：／，470年—545年），南北朝南梁朱䳒酋长，越南前李朝赵越王赵光复的父亲。
541年，李贲起兵反对梁朝，赵肃膺服李贲的才德，率领部曲响应。交州刺史武林侯萧咨逃到广州，李贲占领州城龙编县。544年，李贲即位称帝，建立万春国，即越南历史上所谓的前李朝。任命赵肃为太傅。他的儿子赵光复作为李贲的大将、重臣。548年，李贲死后，赵光复成为君主，号称赵越王。